# Sierra de la Culebra
Sierra de la Culebra este o arie protejată (arie specială de conservare — SAC, sit de importanță comunitară — SCI) din Spania întinsă pe o suprafață de 61.314,03 ha, integral pe uscat.

## Localizare
Centrul sitului Sierra de la Culebra este situat la coordonatele 41°55′11″N 6°21′32″W / 41.9196°N 6.359°V.

## Înființare
Situl Sierra de la Culebra a fost declarat sit de importanță comunitară în ianuarie 1998 pentru a proteja 4 specii de plante și 19 specii de animale. Situl a fost protejat și ca arie specială de conservare în septembrie 2015.

## Biodiversitate
Situată în ecoregiunea mediteraneană, aria protejată conține 23 de habitate naturale: Pajiști uscate europene, Păduri aluvionare cu Alnus glutinosa și Fraxinus excelsior (Alno-Padion, Alnion incanae, Salicion albae), Grohotișuri termofile și vest-mediteraneene, Lacuri eutrofice naturale cu vegetație de tip Magnopotamion sau Hydrocharition, Formațiuni ierboase bogate în specii de Nardus, dezvoltate pe substraturi silicioase în zone montane (și în zone submontane, în Europa continentală), Pajiști cu Molinia pe soluri calcaroase, turboase sau argilos-nămoloase (Molinion caeruleae), Lande oro-mediteraneene cu formațiuni endemice de grozamă, Pajiști umede atlantice temperate cu Erica ciliaris și Erica tetralix, Lacuri și iazuri distrofice naturale, Cursuri de apă de la nivel de câmpie la nivel montan, cu vegetație Ranunculion fluitantis și Callitricho-Batrachion, Pante stâncoase silicioase cu vegetație casmofită, Păduri de Quercus suber, Iazuri temporare mediteraneene, Depresiuni pe substraturi de turbă de Rhynchosporion, Pajiști umede mediteraneene cu ierburi înalte de Molinio-Holoschoenion, Păduri de stejar galițio-portugheze cu Quercus robur și Quercus pyrenaica, Ape oligotrofe din câmpii nisipoase, cu un conținut foarte redus de minerale (Littorelletalia uniflorae), Păduri de Castanea sativa, Roci stâncoase cu vegetație pionieră de Sedo-Scleranthion sau Sedo albi-Veronicion dillenii, Mlaștini turboase de tranziție și turbării mișcătoare, Păduri termofile cu Fraxinus angustifolia, Păduri de Quercus ilex și Quercus rotundifolia, Liziere de ierburi înalte hidrofile de câmpie și de nivel montan până la alpin.
La baza desemnării sitului se află mai multe specii protejate:
- plante (4): Eryngium viviparum, Festuca elegans, Narcissus asturiensis, Santolina semidentata
- amfibieni (1): Discoglossus galganoi
- mamifere (8): liliac cârn (Barbastella barbastellus), Galemys pyrenaicus, vidră de râu (Lutra lutra), Microtus cabrerae, liliac cărămiziu (Myotis emarginatus), liliac comun (Myotis myotis), liliacul mare cu potcoavă (Rhinolophus ferrumequinum), liliacul mic cu potcoavă (Rhinolophus hipposideros)
- nevertebrate (4): croitorul mare al stejarului (Cerambyx cerdo), fluturele auriu (Euphydryas aurinia), Euplagia quadripunctaria, rădașcă (Lucanus cervus)
- pești (3): Achondrostoma arcasii, Pseudochondrostoma duriense, Rutilus alburnoides
- reptile (3): țestoasa de baltă (Emys orbicularis), Lacerta schreiberi, Mauremys leprosa

Pe lângă speciile protejate, pe teritoriul sitului au mai fost identificate 19 specii de plante, 10 specii de amfibieni, 17 specii de mamifere, 1 specie de nevertebrate, 2 specii de reptile.